# Mir (veliero)
Il Mir (in russo Мир?, termine che può essere tradotto sia come mondo che come pace), è una nave a palo a tre alberi russa, costruita nel 1987 nel cantiere navale di Danzica in Polonia, utilizzata come nave da addestramento per i cadetti delle scuole navali.

## Storia
Il Mir venne costruito nella seconda metà degli anni '80 del XX secolo nei cantieri navali di Danzica, in Polonia, su progetto dell'architetto navale Zygmunt Choreń. È il terzo di un gruppo di sei vascelli costruiti nei medesimi cantieri navali su progetto di Choreń, e le sue navi sorelle sono il Dar Młodzieży, il Druzhba, il Pallada, il Khersones e il Nadezhda.
Commissionato dall'Unione Sovietica e varato nel 1987, tra il 1989 e il 1991 fece parte delle proprietà della Baltic Shipping Company. Nel 1991 venne assegnato, come nave da addestramento, alla Scuola di Ingegneria Marina di Leningrado, in seguito ribattezzata Accademia Navale Ammiraglio Makarov di San Pietroburgo. Dal 2014 è di proprietà dell'impresa unitaria statale federale FSUE Rosmorport.

## Descrizione

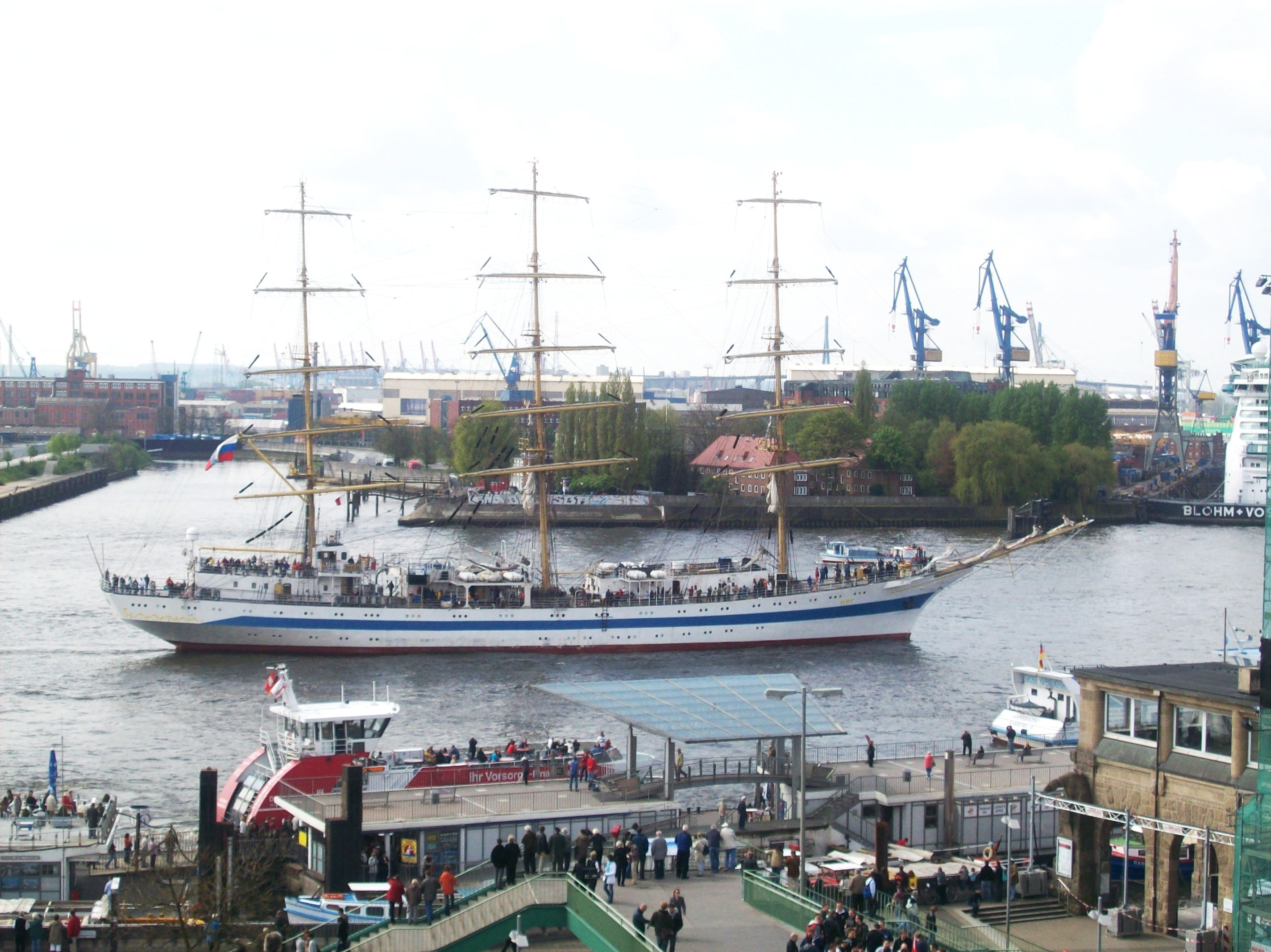
Il Mir ad Amburgo nel 2008

Come nave scuola, può ospitare a bordo fino a 144 cadetti in addestramento, oltre a 55 persone di equipaggio fisso. Può portare fino a 200 persone complessive, ma può essere governato anche da un equipaggio minimo di 30 marinai. Oltre agli alloggi, alla mensa e agli spazi necessari alla navigazione, a bordo si trovano una biblioteca e delle aule per l'istruzione dei cadetti.
Ha una lunghezza totale, compreso il bompresso, di 108,60 metri, mentre la lunghezza dello scafo è di 94,8 metri.
Dispone complessivamente di 26 vele, per una superficie velica totale di 2771 metri quadri. L'albero maestro è alto 49,5 metri, mentre quello di trinchetto 49 metri.
Oltre alle vele dispone di due motori diesel 6AL20/24 da 570 CV ciascuno. È in grado di navigare a vela fino a 21 nodi di velocità, mentre la velocità media a motore è di circa 11 nodi.

## Le regate

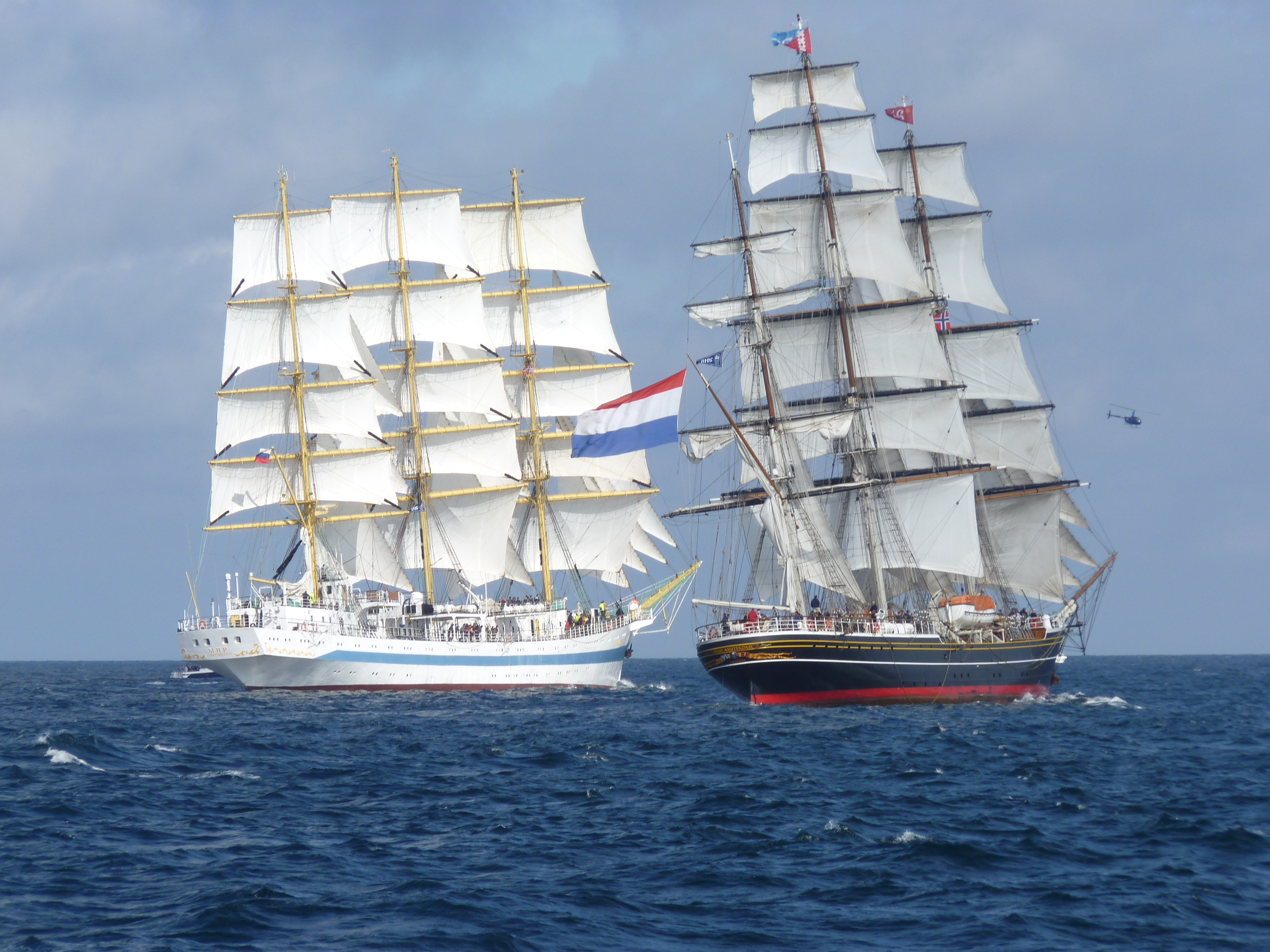
Il Mir insieme allo Stad Amsterdam durante una regata nel 2010

Il Mir è una delle navi a vela più veloci al mondo, grazie anche ad un design particolare che le consente di navigare controvento con un angolo inferiore rispetto ad altre navi a vele quadre.
Nel corso degli anni ha partecipato in diverse occasioni, come nave di classe A, a regate dedicate alle grandi navi a vela. Nel 1992 ha vinto la Grand Regatta Columbus, che ha ripercorso il viaggio di Cristoforo Colombo dalla Spagna fino agli Stati Uniti, per poi attraversare nuovamente l'Atlantico ed arrivare a Liverpool, nel cinquecentenario della scoperta dell'America.
Ha partecipato a diverse edizioni della regata The Cutty Sark Tall Ships' Races, dal 2003 conosciuta come The Tall Ships' Races, vincendo premi per la sua categoria nel 1996, 1997 e 1998. Nel 2003 e nel 2004 ha conquistato anche il Sail Training International Friendship Trophy, assegnato all'imbarcazione che ha contribuito maggiormente all'amicizia internazionale. In seguito ha nuovamente portato a casa una vittoria nella The Tall Ships' Races del 2018.

## Nella cultura di massa

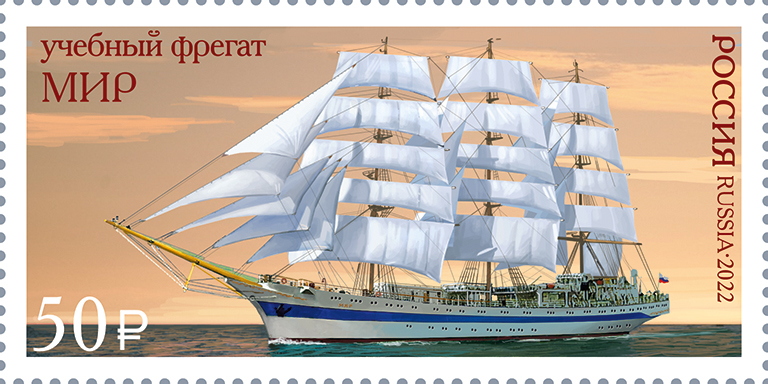
Il francobollo dedicato al vascello nel 2022

Il Mir è stato raffigurato su due monete commemorative delle Federazione russa nel 2006, e su un francobollo emesso nel 2022 da Počta Rossii, l'operatore postale della Federazione Russa.